# Александровський Завод
Алекса́ндровський Заво́д (рос. Александровский Завод) — село, центр Александрово-Заводського району Забайкальського краю, Росія. Адміністративний центр Александрово-Заводського сільського поселення.

## Населення
Населення — 2482 особи (2010; 2630 у 2002).
Національний склад (станом на 2002 рік):
- росіяни — 97 %